# 1974年の日本ハムファイターズ
1974年の日本ハムファイターズ（1974ねんのにっぽんハムファイターズ）では、1974年の日本ハムファイターズの動向をまとめる。
このシーズンの日本ハムファイターズは、球団が日拓ホームから日本ハムに身売りされ、チーム名が「日本ハムファイターズ」に改称された最初のシーズンであり、中西太監督の1年目のシーズンである。

## 概要
先述の通り、球団が日拓ホームから日本ハムへ身売りされて球団名も変更、そして監督は前年までヤクルトアトムズのヘッドコーチだった中西太を迎え、球団社長には同球団の監督で中西の義父・三原脩が就任した。だが終わってみれば1968年以来の最下位、そこで三原球団社長はチーム改造に着手し、まずシーズン終了直後の10月22日に大下剛史が広島東洋カープの上垣内誠・渋谷通と交換トレード、続いて1週間後の10月30日には大杉勝男がヤクルトの小田義人・内田順三と交換トレード、他にも白仁天が太平洋クラブライオンズの東田正義と交換トレードとなり、東映時代からの主力3選手が一気に放出される事となった。

## チーム成績

### レギュラーシーズン
| 1 | 三 | 阪本敏三   |
| 2 | 二 | 大下剛史   |
| 3 | 左 | 張本勲     |
| 4 | 一 | 大杉勝男   |
| 5 | 右 | 千藤三樹男 |
| 6 | 中 | 白仁天     |
| 7 | 捕 | 加藤俊夫   |
| 8 | 遊 | 末永吉幸   |
| 9 | 投 | 渡辺秀武   |

| 順位 | 4月終了時 | 4月終了時 | 5月終了時 | 5月終了時 | 前期成績 | 前期成績 |
| ---- | --------- | --------- | --------- | --------- | -------- | -------- |
| 1位  | ロッテ    | --        | 阪急      | --        | 阪急     | --       |
| 2位  | 阪急      | 1.0       | 太平洋    | 2.5       | ロッテ   | 4.5      |
| 3位  | 太平洋    | 4.0       | ロッテ    | 4.0       | 太平洋   | 6.5      |
| 4位  | 日本ハム  | 4.5       | 近鉄      | 7.0       | 南海     | 7.0      |
| 5位  | 近鉄      | 5.5       | 日本ハム  | 8.0       | 近鉄     | 9.0      |
| 6位  | 南海      | 6.0       | 南海      | 8.5       | 日本ハム | 12.0     |

| 順位 | 7月終了時 | 7月終了時 | 8月終了時 | 8月終了時 | 後期成績 | 後期成績 |
| ---- | --------- | --------- | --------- | --------- | -------- | -------- |
| 1位  | ロッテ    | --        | ロッテ    | --        | ロッテ   | --       |
| 2位  | 南海      | --        | 南海      | 2.5       | 南海     | 5.0      |
| 3位  | 日本ハム  | 2.5       | 阪急      | 4.5       | 阪急     | 5.0      |
| 4位  | 太平洋    | 3.5       | 太平洋    | 7.5       | 太平洋   | 10.0     |
| 5位  | 近鉄      | 4.0       | 近鉄      | 9.5       | 近鉄     | 10.0     |
| 6位  | 阪急      | 5.0       | 日本ハム  | 12.0      | 日本ハム | 15.0     |

| 順位 | 球団                   | 勝 | 敗 | 分 | 勝率 | 差   |
| 1位  | 阪急ブレーブス         | 36 | 23 | 6  | .610 | 優勝 |
| 2位  | ロッテオリオンズ       | 31 | 27 | 7  | .534 | 4.5  |
| 3位  | 太平洋クラブライオンズ | 30 | 30 | 5  | .500 | 6.5  |
| 4位  | 南海ホークス           | 27 | 28 | 10 | .491 | 7.0  |
| 5位  | 近鉄バファローズ       | 27 | 32 | 6  | .458 | 9.0  |
| 6位  | 日本ハムファイターズ   | 25 | 36 | 4  | .410 | 12.0 |

| 順位 | 球団                   | 勝 | 敗 | 分 | 勝率 | 差   |
| 1位  | ロッテオリオンズ       | 38 | 23 | 4  | .623 | 優勝 |
| 2位  | 南海ホークス           | 32 | 27 | 6  | .542 | 5.0  |
| 3位  | 阪急ブレーブス         | 33 | 28 | 4  | .541 | 5.0  |
| 4位  | 太平洋クラブライオンズ | 29 | 34 | 2  | .460 | 10.0 |
| 4位  | 近鉄バファローズ       | 29 | 34 | 2  | .460 | 10.0 |
| 6位  | 日本ハムファイターズ   | 24 | 39 | 2  | .381 | 15.0 |

| 順位 | 球団                   | 勝 | 敗 | 分 | 勝率 | 差   |
| 1位  | ロッテオリオンズ       | 69 | 50 | 11 | .580 | 優勝 |
| 2位  | 阪急ブレーブス         | 69 | 51 | 10 | .575 | 0.5  |
| 3位  | 南海ホークス           | 59 | 55 | 16 | .518 | 7.5  |
| 4位  | 太平洋クラブライオンズ | 59 | 64 | 7  | .480 | 12.0 |
| 5位  | 近鉄バファローズ       | 56 | 66 | 8  | .459 | 14.5 |
| 6位  | 日本ハムファイターズ   | 49 | 75 | 6  | .395 | 22.5 |

*優勝はプレーオフで決定。2位以下はプレーオフの結果に関係なく勝率順で決定

## オールスターゲーム1974
| ファン投票 | 選出なし |          |        |
| 監督推薦   | 新美敏   | 大杉勝男 | 張本勲 |

## できごと
- 5月9日 - 3月26日に入団、4月25日に初給料50万円（年俸600万円の月割り）を支給され、4月27日に多摩川グラウンドでのイースタン・リーグの試合に先発する予定だったが突如失踪したバール・スノーが、パ・リーグから史上2人目（パ・リーグ及び外国人では現在唯一）の「無期限失格選手」とされる。なおスノーは後に、故郷・ユタ州に帰郷した事が判明した。
- 4月24日 - 張本勲が後楽園球場での対近鉄2回戦の1回裏に二塁打を放ち、プロ通算300二塁打を達成[2]。
- 5月8日 - 後楽園球場での日本ハム対太平洋3回戦の試合で、7回表に太平洋のファンが三塁手の阪本敏三めがけてビール瓶を投げつけ坂本は頭を裂傷し、日本ハムナインとファンが小競り合いする騒ぎが起きる[3]。
- 7月5日 - 後期開幕。この日からユニフォームはホーム・ビジターとも「縦縞無し」から「縦縞有り」に変更、1979年に「ベルトレスからベルト入り」と「ビジター用胸マークと背番号を白から赤」に変更し、リーグ優勝した1981年まで使用した。
- 7月17日 - テリー・レイが対近鉄後期一回戦の一回表に3つボークを取られ、1イニング3ボークのパ・リーグ新記録[4]。
- 8月18日 - 高橋直樹が日生球場での対近鉄後期7回戦で史上唯一の「一人で1試合の勝利投手とセーブ投手の両方を記録」を達成した[5]。この後、ルール改定が行われ、「勝ち投手になった場合、その人物にはセーブをあたえない」という規定が追加されたため、現在では達成不可能。
- 8月29日 - 張本勲が神宮球場での対太平洋後期8回戦に出場し、プロ通算2000試合出場を達成[6]。
- 9月29日 - 高橋博士が後楽園球場での南海ダブルヘッダー第二試合の後期13回戦で史上初の1試合全ポジションに付く[7][8]
- 10月2日 - 大杉勝男が1968年9月21日からこの日の試合まで、球団記録の798試合連続出場[9]。
- 10月22日 - 日本ハムと広島東洋は、大下剛史と上垣内誠・渋谷通のトレードが成立したと発表。
- 10月30日 - 日本ハムとヤクルトは、大杉勝男と小田義人・内田順三のトレードが成立したと発表[10]。

## 表彰選手
| リーグ・リーダー | リーグ・リーダー | リーグ・リーダー | リーグ・リーダー |
| 選手名           | タイトル         | 成績             | 回数             |
| ---------------- | ---------------- | ---------------- | ---------------- |
| 張本勲           | 首位打者         | .340             | 2年ぶり7度目     |

| ベストナイン         | ベストナイン | ベストナイン  |
| 選手名               | ポジション   | 回数          |
| -------------------- | ------------ | ------------- |
| 張本勲               | 外野手       | 3年連続14度目 |
| ダイヤモンドグラブ賞 |              |               |
| 選出なし             |              |               |

## ドラフト
| 順位 | 選手名   | ポジション | 所属           | 結果               |
| ---- | -------- | ---------- | -------------- | ------------------ |
| 1位  | 菅野光夫 | 内野手     | 三菱自動車川崎 | 入団               |
| 2位  | 川原昭二 | 投手       | 丹羽鉦電機     | 入団               |
| 3位  | 吉武正成 | 投手       | 専修大学       | 入団               |
| 4位  | 木村聖一 | 投手       | 弘前実業高     | 拒否・電電北陸入社 |
| 5位  | 柿崎幸男 | 外野手     | 三沢高         | 入団               |
| 6位  | 中野晴彦 | 内野手     | 新発田農業高   | 入団               |